# Söderslättsgymnasiet

Söderslättsgymnasiet är den enda gymnasieskolan i Trelleborg. Skolan är en efterföljare till Trelleborgs högre allmänna läroverk som existerade till 1968.
Själva gymnasiet är uppdelat på 2 enheter, St. Nicolai och Bastionen. Söderslättsgymnasiet har 10 nationella program, 5 introduktionsprogram, 1 lärlingsutbildning, nationella programmet, individuella programmet på gymnasiesärskolan samt 2 idrottsutbildningar.

## Nationella program

### St. Nicolai
- Barn- och fritidsprogrammet
- Ekonomiprogrammet
- Försäljning och serviceprogrammet
- Samhällsvetenskapsprogrammet
- Vård- och omsorgsprogrammet

### Bastionen
- Bygg- och anläggningsprogrammet
- El- och energiprogrammet
- Industritekniska programmet
- Naturvetenskapsprogrammet
- Teknikprogrammet

## Introduktionsprogram
"Introduktionsprogrammen ska ge obehöriga elever möjlighet att komma in på ett nationellt program, eller leda till att de kan få ett arbete."
- Programinriktat val
- Yrkesintroduktion
- Individuellt alternativ
- Språkintroduktion

## Idrottsutbildning
Idrottsutbildning riktar sig till elever som utövar idrott på elitnivå och kombinerar en sportsatsning med studier i gymnasiet.
- Lokal idrottsutbildning
- Nationellt godkänd idrottsutbildning

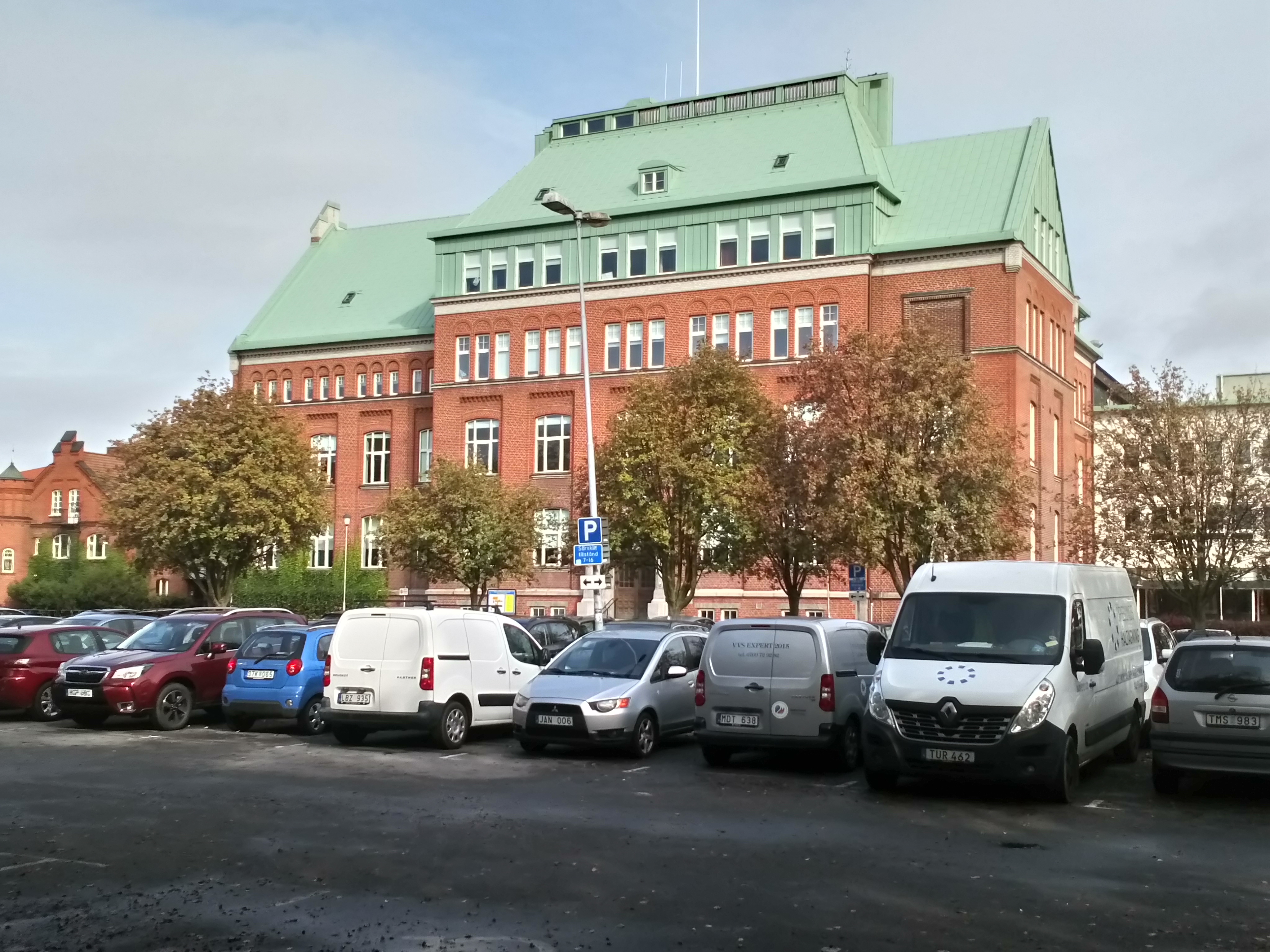
Enhet S:t Nicolai
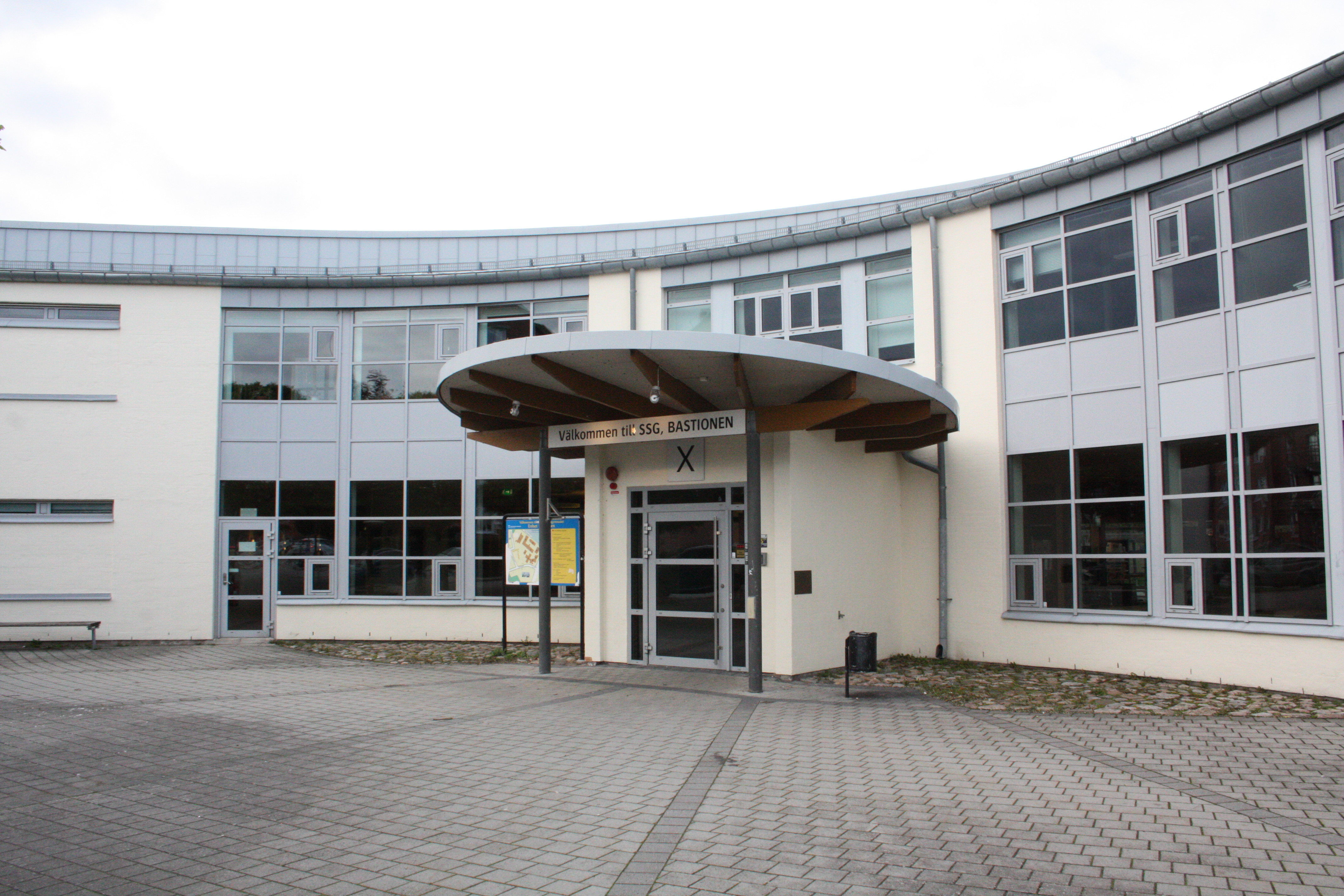
Huvudentrén till enheten Bastionen